# Piotr Wołkoński
Piotr Michajłowicz Wołkoński (ros. Пётр Михайлович Волконский; ur. 25 kwietnia?/6 maja 1776 w Petersburgu, zm. 27 sierpnia?/8 września 1852 tamże) – rosyjski dowódca wojskowy, generał-feldmarszałek Rosji (1843), członek Rady Państwa Imperium Rosyjskiego (od 1821), kniaź (1834).

## Życiorys
Uczestnik wojny ojczyźnianej 1812 z wojskami napoleońskimi. Generał-kwatermistrz armii rosyjskiej 1810–1812. Założył Petersburską Szkołę Oficerską (dowodzących kolumnami). Szef Sztabu Głównego Aleksandra I w latach 1813–1814. Minister Wojny w l. 1815–1823, brał udział w pracach kongresu wiedeńskiego 1814–1815. Był przedstawicielem Rosji przy koronacji Karola X w 1824. Za rządów cara Mikołaja I minister dworu carskiego 1826–1852.
W 1818 odznaczony Orderem Orła Białego. Poza tym był odznaczony Orderem Świętego Andrzeja Pierwszego Powołania, Orderem Świętego Aleksandra Newskiego, Orderem Świętego Jerzego III klasy, Orderem Świętego Włodzimierza I klasy, Orderem Świętej Anny I i IV klasy, Orderem Świętego Stanisława I klasy, Orderem Annuncjaty.